# Sergiusz Jóźwiak
Sergiusz Jóźwiak (ur. 25 października 1958 w Odessie) – polski lekarz, pediatra, specjalista neurologii dziecięcej, prof. dr hab. nauk medycznych. Pracownik Działu Nauki, Instytutu „Pomnik – Centrum Zdrowia Dziecka” w Warszawie. Przewodniczący Komitetu Rozwoju Człowieka Polskiej Akademii Nauk.

## Życiorys
W 1983 ukończył studia medyczne na I Wydziale Lekarskim Akademii Medycznej w Warszawie (obecnie Warszawskiego Uniwersytetu Medycznego). W 1990 obronił pracę doktorską „Wartość diagnostyczna objawów klinicznych i badań pomocniczych w rozpoznawaniu stwardnienia guzowatego u dzieci”. Stopień doktora habilitowanego uzyskał w 1995 w Instytucie „Pomnik – Centrum Zdrowia Dziecka” na podstawie rozprawy „Stwardnienie guzowate u dzieci – analiza kliniczna”. Tytuł profesora w dziedzinie nauk medycznych i nauk o zdrowiu uzyskał z rąk Prezydenta RP w 2003. Jest autorem ponad 500 publikacji, kilkunastu podręczników i monografii. Wskaźnik Hirscha 55 (2025). Członek redakcji: Pediatric Neurology, Journal of Child Neurolology, Annals of Child Neurolology, European Journal of Paediatric Neurology, Neurologia i Neurochirurgia Polska, Neurologia dziecięca.

## Najistotniejsze osiągnięcia naukowe
- Odkrycie genu TSC1, mutacje którego odpowiadają za rozwój objawów stwardnienia guzowatego (Science, 1997)[10].
- Odkrycie, że w padaczkach genetycznie uwarunkowanych wczesne leczenie zmian w EEG zapobiega padaczce i encefalopatii padaczkowej (Eur.JPed.Neurol, 2011[11], Ann Neurol, 2021[12], Koordynacja wieloośrodkowego grantu EPISTOP).
- Odkrycie biomarkerów padaczki lekoopornej (współautorstwo 2 europejskich zgłoszeń patentowych)[13].
- Opracowanie i wdrożenie w wielu krajach całego świata metody profilaktycznego leczenia przeciwpadaczkowego u niemowląt ze stwardnieniem guzowatym[14].

## Wyróżnienia i nagrody
- 2007 – indywidualna nagroda Ministra Zdrowia za wyjaśnienie molekularnych mechanizmów rozwoju stwardnienie guzowatego;
- 2008 – nagroda Zespołowa PAN za badania nad molekularnymi aspektami patogenezy guzów w stwardnieniu guzowatym;
- 2009 – nagroda Amerykańskiego Towarzystwa Chorych na SG im. Manuela Gomeza(inne języki)[15];
- W latach 2021 – wyróżnienie Złoty Skalpel w medycynie[16].

## Najważniejsze publikacje
- Jozwiak S, Michalowicz R, Pedich M, Rajszys P. Hepatic hamartoma in tuberous sclerosis. Lancet 1992;339:180[17];
- Jozwiak S, Schwartz RA, Janniger CK, Bielicka-Cymerman J., Usefulness of diagnostic criteria of tuberous sclerosis complex in pediatric patients. J.Child Neurology, 2000; 15: 652-659[18];
- van Slegtnenhorst M, de Hoogt R, Hermans C, Nellist M, Janssen B, Verhoef S. et al. Identification of the tuberous sclerosis gene TSC1 on chromosome 9q34. Science 1997;277:805-808[10];
- Jozwiak S, Domanska-Pakiela D, Kotulska K, Kaczorowska M. Treatment before seizures: new indications for antiepileptic therapy in children with tuberous sclerosis complex. Epilepsia 2007;48:1632-1634[19];
- Jozwiak S, Kotulska K, Domanska-Pakiela D et al. Antiepileptic treatment before the onset of seizures reduces epilepsy severity and risk of mental retardation in infants with tuberous sclerosis complex. Eur J Paediatr Neurol 2011;15:424-431[11];
- Jozwiak S, Slowinska M, Borkowska J et al. Preventive Antiepileptic Treatment in Tuberous Sclerosis Complex: A Long-Term, Prospective Trial. Pediatr Neurol 2019;101:18-25[20].